# 로맨스는 별책부록
《로맨스는 별책부록》은 2019년 1월 26일부터 2019년 3월 17일까지 tvN에서 방영된 tvN 토일 드라마 작품이다.

## 등장 인물

### 주요 인물
- 이나영 : 강단이(37세) 역 (아역 최다인)
- 이종석 : 차은호(32세) 역 (아역 김강훈) - 도서출판 겨루 편집장
- 정유진 : 송해린(29세) 역 - 도서출판 겨루 콘텐츠개발부 편집팀 대리. 겨루 2대 마녀
- 위하준 : 지서준(29세) 역 - 프리랜서 북디자이너

### 도서출판 겨루
- 김태우 : 김재민(44세) 역 - 대표
- 김유미 : 고유선(40세) 역 - 이사. 겨루 1대 마녀
- 조한철 : 봉지홍(45세) 역 - 콘텐츠개발부 편집팀 팀장
- 김선영 : 서영아(37세) 역 - 콘텐츠개발부 마케팅팀 팀장
- 강기둥 : 박훈(27세) 역 - 콘텐츠개발부 마케팅팀 신입마케터
- 박규영 : 오지율(27세) 역 - 콘텐츠개발부 편집팀 신입편집자
- 이관훈 : 이승진(40세) 역 - 콘텐츠개발부 마케팅팀 영업과장
- 최승윤 : 배광수(36세) 역 - 콘텐츠개발부 마케팅팀 제작과장
- 이하은 : 채송이(29세) 역 - 콘텐츠개발부 편집팀 사원

### 강단이의 주변 인물
- 오의식 : 홍동민(40세) 역 - 강단이의 전남편 (특별출연)
- 이지원 : 홍재희(12세) 역 - 강단이의 딸

### 그 외 인물
- 박찬양
- 백천기 : 겨루출판사 마케팅부 팀장 역
- 조덕희
- 정다운
- 김예림
- 남영주
- 남다솜
- 정진서 : 여고생 역
- 임가영 : 여고생 역
- 이서환 : 해린의 아버지 역
- 이지하 : 해린의 어머니 역
- 황세온
- 안수빈
- 동윤석
- 이호재 : 강병준 역 - 절필 후 잠적한 작가
- 박승태 : 유명숙 작가 역 - 유필원고를 남기는 작가
- 한승현 : 물류센터 직원 역
- 고재원 : 봉찬민 역 - 봉팀장과 서팀장의 아들
- 이강욱
- 이도현 : 최형수 작가 역 - 생활고에 자살을 선택한 시인
- 정현석
- 김난주
- 오경주 : 맞선남 역

### 특별출연
- 차순배
- 혜정 : 차은호의 여자친구 역
- 노종현 : 오지율의 전남친 역
- 잔나비 : 길거리 버스킹
- 주배안
- 조정치 : 기타연주(북콘서트)
- 박상욱 : 안정훈 역 - 고유선의 전 약혼자
- 최은경 : 오지율의 어머니 역

## 촬영지
- HS빌
- 연세대학교
- 지혜의 숲
- 북파크
- 미스지 컬렉션
- 더블에스 카페
- 부엉이 돈가스 - 백일몽 돈까스
- 살로토봄봄
- 소바식당
- 경포대가는길펜션
- 라메블루
- 낙산해수욕장

## 시청률
최저 시청률과 최고 시청률은 시청률 조사회사와 지역별로 시청률에 차이가 있을 수 있습니다.
| 2019년 | 2019년   | 2019년                                         | 2019년         | 2019년       | 2019년      |
| 회차   | 방송일   | 부제                                           | AGB 시청률     | AGB 시청률   | TNmS 시청률 |
| 회차   | 방송일   | 부제                                           | 대한민국(전국) | 수도권(서울) | TNmS 시청률 |
| ------ | -------- | ---------------------------------------------- | -------------- | ------------ | ----------- |
| 제1화  | 1월 26일 | 아는 누나, 강단이                              | 4.280%         | 4.937%       | 4.9%        |
| 제2화  | 1월 27일 | 우리 집에 숨어 살았어?                         | 4.420%         | 5.466%       | 4.3%        |
| 제3화  | 2월 2일  | 사람들이 내 이름을 불러                        | 4.385%         | 5.355%       | %           |
| 제4화  | 2월 3일  | 모든 이들이 내게 등을 돌려도                   | 4.256%         | 5.155%       | %           |
| 제5화  | 2월 9일  | 나도 궁금해, 내 마음이                         | 4.436%         | 5.601%       | 4.7%        |
| 제6화  | 2월 10일 | 이미 안다고 생각하는 것도 다시 처음부터        | 5.064%         | 6.468%       | 5.1%        |
| 제7화  | 2월 16일 | 나 여기서 기다린다고 전해줘요                  | 4.962%         | 6.073%       | 4.7%        |
| 제8화  | 2월 17일 | 그 뜨거운 손길은 꿈이었을까                    | 5.378%         | 6.857%       | 5.0%        |
| 제9화  | 2월 23일 | 그 오래된 책이 마치 처음 읽는 책처럼           | 5.8%           | %            | %           |
| 제10화 | 2월 24일 | 가끔 오늘 같은 날이 있어                       | 5.822%         | 7.139%       | 5.2%        |
| 제11화 | 3월 2일  | 같이 있을 생각을 해야지, 왜 헤어질 생각을 해?  | 5.029%         | 5.963%       | 5.1%        |
| 제12화 | 3월 3일  | 제목으로 첫 데이트는 어때?                     | 5.238%         | 6.396%       | 5.3%        |
| 제13화 | 3월 9일  | 나 때문에 마음 아팠지?                         | 5.329%         | 6.336%       | %           |
| 제14화 | 3월 10일 | 너는 나를 다 알지?                             | 6.345%         | 7.753%       | 6.2%        |
| 제15화 | 3월 16일 | 네가 말하지 않았어도 알았어야 했는데...        | 5.018%         | 6.166%       | %           |
| 제16화 | 3월 17일 | 내가 너라는 책을 만나 따뜻한 위로를 받았듯이.. | 6.651%         | 8.177%       | %           |

## 같이 보기
- 대한민국의 텔레비전 드라마 목록 (ㄹ)
- 2019년 대한민국의 텔레비전 드라마 목록